# Siga liris
Siga liris är en fjärilsart som beskrevs av Pieter Cramer 1775. Siga liris ingår i släktet Siga och familjen Crambidae. Inga underarter finns listade i Catalogue of Life.

## Bildgalleri

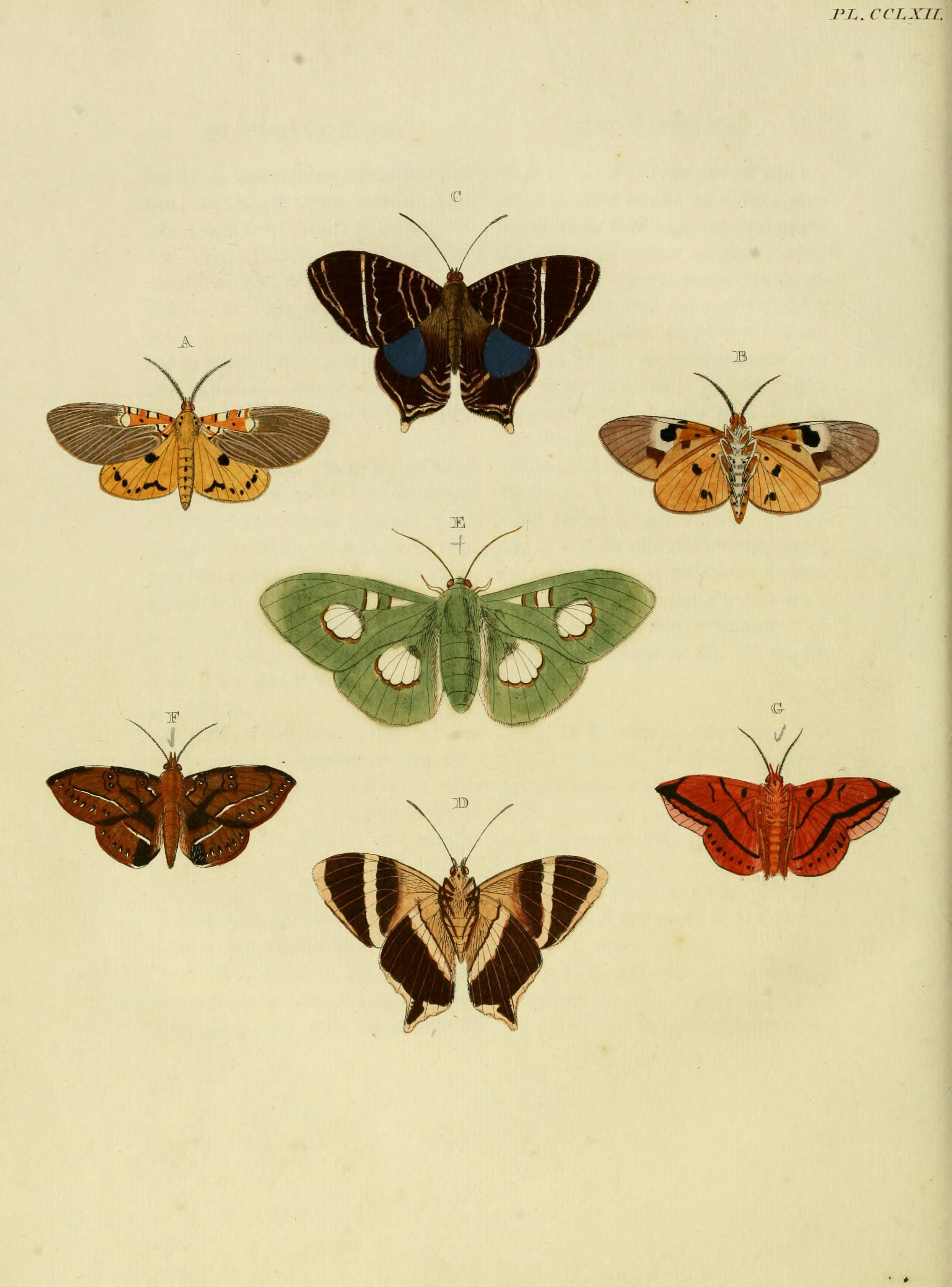